# Munaderahu
Munaderahu é uma ilha da Estónia. Encontra-se a cerca de 200 metros da costa de Saaremaa e perto da aldeia de Siiksaare. A ilha tem uma topografia rochosa e faz parte da Reserva Natural de Laidevahe.